# District de Nyamagabe
Le district de Nyamagabe est un district qui se trouve dans la Province du Sud du Rwanda.
Dans le district se trouve la centrale hydroélectrique de Rukarara.